# Kenji Hirata

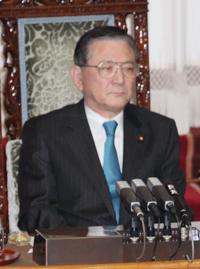
Kenji Hirata (2012)

Kenji Hirata (jap. 平田 健二, Hirata Kenji; * 4. Januar 1944 in Kakamigahara, Präfektur Gifu) ist ein ehemaliger japanischer Politiker der Demokratischen Partei (Kawabata-Gruppe) und war von 2011 bis 2013 Präsident des Sangiin, des Oberhauses des nationalen Parlaments.
Hirata absolvierte 1961 die Asahi Kasei Kōka Gakuin (旭化成工科学院) die „technische Akademie von Asahi Kasei“ und arbeitete anschließend für das Unternehmen. Er übernahm später Führungsfunktionen in der Textilgewerkschaft Zensen Dōmei, einem Mitglied des DSP-nahen Gewerkschaftsbundes Dōmei (seit 1989 Teil von Rengō): Ab 1973 leitete er den Präfekturverband Ibaraki, ab 1984 den Präfekturverband Mie und 1989 den Präfekturverband Gifu. Ab 1989 übernahm er Führungsfunktionen beim Rengō Gifu.
Bei der Sangiin-Wahl 1995, die während der Großen Koalition zwischen SPJ und LDP stattfand, kandidierte Hirata für die Neue Fortschrittspartei (NFP) in der Präfektur Gifu, die erstmals zwei Abgeordnete ins Rätehaus wählte. Er konnte den sozialistischen Amtsinhaber Shōya Iwasaki übertreffen und wurde mit dem zweithöchsten Stimmenanteil hinter Ex-Arbeitsminister Akira Ōno (LDP) gewählt. 2001 und 2007 wurde er jeweils ebenfalls mit dem zweithöchsten Stimmenanteil hinter konservativen Kandidaten im Amt bestätigt.
Nach der Auflösung der NFP wurde Hirata Mitglied der Shintō Yūai („NeuePartei Brüderlichkeit“) von Kansei Nakano und damit 1998 der Demokratischen Partei. Dort war er unter anderem 2001 stellvertretender Generalsekretär und ab 2003 Vorsitzender des Präfekturverbandes Gifu. Nach der Machtübernahme 2009 wurde Hirata Vorsitzender des Ausschusses für Parlamentsangelegenheiten, 2010 Generalsekretär der Demokratischen Sangiin-Fraktion.
2011 wurde Hirata zum Nachfolger des verstorbenen Sangiinpräsidenten Takeo Nishioka gewählt. Vor der Sangiin-Wahl 2013 erklärte er im März 2013 seinen Rückzug aus der Politik und kandidierte nach drei Amtszeiten als Abgeordneter nicht mehr für eine Wiederwahl.